# Nowowoznesenka (obwód kirowohradzki)
Nowowoznesenka (ukr. Нововознесенка) – wieś na Ukrainie, w obwodzie kirowohradzkim, w rejonie nowoukraińskim, w hromadzie Smoline. W 2001 liczyła 503 mieszkańców, wśród których 493 wskazało jako ojczysty język ukraiński, 8 rosyjski, a 2 mołdawski. Natomiast w 2024 liczyła ich 492.